# 環球馬卡蒂足球會
環球馬卡蒂足球會（Global Makati F.C.）是菲律賓的一支足球會，又稱為菲律賓環球。
他們現時於菲律賓足球聯賽作賽，2014年贏得聯賽冠軍並出戰亞協盃。
球會於2000年3月成立，2009年加盟聯合足球聯賽盃，之後成績不俗並升班乙組，並於2010年乙組聯賽以不敗姿態升班甲組，2012年首奪聯賽冠軍並獲得亞足聯主席盃參與資格。
2015年首次參與亞協盃，首場分組賽賽事主場對香港的南華以 1–6 大敗，最後在G組以第三名結束。
2017年首次參加亞足聯冠軍聯賽，预选赛第一轮淘汰新加坡的淡滨尼流浪，预选赛第二轮以0-6負於布里斯班狮吼，轉戰2017年亚足联杯。在G組以第一名晉級後，在区域半决赛兩回合計以4-5的成績不敵新加坡的內政聯出局。